# 济阴县
济阴县，中国古县名。
汉朝时为定陶县地，属济阴郡。汉朝至北周皆为定陶县地。隋朝开皇六年（586年），于此置济阴县。同年，分置黄县。开皇十八年（598年），改为蒙泽县，大业初年，废入。治所在今山东省曹县西北，为济阴郡治。唐朝时为曹州治。北宋为兴仁府治。金朝大定八年（1168年），城为河水所没，徙今山东省菏泽市；又为曹州治，元朝时，不改。明朝洪武元年（1368年）省入曹州。